# Kurt Tibbetts
Kurt Tibbetts (ur. 28 sierpnia 1944) – kajmański polityk. Dwukrotny szef rządu Kajmanów (Leader of Government Business), w latach 2000–2001 oraz od 18 maja 2005 do 27 maja 2009. Lider Postępowego Ruchu Ludowego (PPM).

## Życiorys
Kurt Tibbetts przed zaangażowaniem się w politykę pracował w sektorze usług i przez długi czas był właścicielem zakładów drukarskich. Jest żonaty, ma troje dzieci.
W 1992 został po raz pierwszy wybrany do Zgromadzenia Legislacyjnego Kajmanów, reprezentując dystrykt George Town. Od listopada 2000 do 8 listopada 2001 pełnił funkcję szefa rządu Kajmanów oraz ministra planowania, komunikacji i pracy. W latach 2001–2005 zajmował stanowisko lidera opozycji.
Na stanowisko szefa rządu został ponownie mianowany po zwycięstwie swojego ugrupowania, Postępowego Ruchu Ludowego (PPM, People's Progressive Movement) w wyborach parlamentarnych w 2005. W swoim gabinecie objął również resort administracji, planowania, rolnictwa i mieszkalnictwa. W wyborach parlamentarnych z 20 maja 2009 PPM poniósł porażkę, zdobywając tylko 5 spośród 15 miejsc w parlamencie. 27 maja 2009 Tibbetts musiał ustąpić ze stanowiska szefa rządu.